# Cementerio protestante (Macao)
El Cementerio protestante (en chino tradicional, 基督教墳場; en portugués: Cemitério Protestante situado cerca de la Casa Garden, fue establecido por la Compañía Británica de las Indias Orientales en 1821 en Macao, en respuesta a la falta de lugares de sepultura para los cristianos protestantes en la colonia portuguesa con autoridades católicas.
Es el último lugar de descanso del artista George Chinnery, de los misioneros Robert Morrison y Samuel Dyer (su esposa María está enterrada en el cementerio protestante en el viejo Penang), del capitán de la marina naval Henry John Spencer-Churchill (hijo del quinto duque de Marlborough y tatara-tatara-tío abuelo de Winston Churchill) y del teniente de la marina estadounidense Joseph Harod Adams (nieto del segundo presidente de los Estados Unidos, John Adams, y sobrino del sexto, John Quincy Adams). 
En 2005, el cementerio fue clasificado oficialmente por la Unesco, como parte del Patrimonio de la Humanidad del centro histórico de Macao.